# Louis de Savoie-Achaïe
Pour les articles homonymes, voir Louis de Savoie.
Louis de Savoie, dit communément Louis de Savoie-Achaïe, mais aussi Louis d'Achaïe ou encore Louis de Piémont (it. Ludovico di Savoia-Acaia), né en 1364 à Pignerol et mort le 11 décembre 1418, est le dernier seigneur de Piémont de 1402 à 1418 et prétendant au titre de prince d’Achaïe.

## Biographie

### Origine
Louis de Savoie naît en 1364,, à Pignerol, capitale de la seigneurie de Piémont. Il est le fils de Jacques de Savoie-Achaïe, seigneur de Piémont, et de Marguerite de Beaujeu (1346 † 1402).
Son éducation, et celle de son frère aîné, Amédée, est en partie faite auprès de leur cousin, le comte Amédée VII de Savoie, que Samuel Guichenon confond avec son père Amédée VI dit le « comte vert ». Il combat auprès de son jeune cousin le comte Amédée VII dans le Valais. En échange, ce dernier le fait seigneur de Virieu-le-Grand, en Bugey, en 1385. En 1393, il devient l'un des conseillers du jeune comte de Savoie.

### Seigneur de Piémont
Louis de Savoie a un fils naturel, Louis, avec une « grande Dame de Naples », dit Guichenon. Ce dernier, dit le bâtard d'Achaïe, est fait seigneur de Raconis (1414), chevalier de l'Ordre du Collier (1434) et maréchal de Savoie (v. 1436). Il est à l'origine du rameau des Savoie-Raconis (it).
En 1402, son second frère, Amédée, meurt il lui succède comme seigneur de Piémont,, et devient tuteur de ses enfants, notamment Mathilde, qui détient les derniers droits sur le comté de Genève, hérités de sa mère et surtout sa tante, Blanche de Genève, en 1409.
Il épouse par contrat, le 24 juillet 1403, Bonne de Savoie (1388 † 1432), fille du comte de Savoie Amédée VII et de Bonne de Berry,,. Ils n'ont pas d'enfants.
En 1405, Louis de Savoie confirme les privilèges de la ville de Turin et y fonde une université, avec l'autorisation de l'antipape Benoît XIII.
En tant que tuteur de sa nièce Mathilde, il se trouve en première position lors de la négociation sur les droits de cette dernière avec le duc Amédée VIII. La transaction a lieu le 11 janvier 1417. En 1409, Amédée VIII le fait chevalier l'ordre du Collier de Savoie.

### Mort et disparition des Savoie-Achaïe
Louis de Savoie meurt le 11 décembre 1418,, à Pignerol,,. Certains auteurs donnent parfois pour date le 6 décembre, et pour ville du décès Turin,. Son corps est inhumé dans l'église Saint François de Pignerol,.
Sa mort marque la disparition de la branche des Savoie-Achaïe,. Il fait de son cousin et frère de son épouse, le comte Amédée VIII, son héritier universel. Les titres et possessions du prince, notamment l'Achaïe et le Piémont, rentrent à nouveau dans le giron direct de la maison de Savoie qui en font à nouveau un apanage,.